# Humaium
Naceradim/Nassurdim Maomé Humaium (Nasir ud-din Muhammad Humayun; 7 de Março de 1508 - 17 de Janeiro de 1556), (em persa: نصیر الدین محمد همایون), também conhecido pela lusofonia como Humaium, Humaiam, ou Humaiure foi o segundo Imperador Mogol, que governou um território que consistia nos atuais Afeganistão, Paquistão, e partes do Norte da Índia, por duas vezes: 1530-1540 e 1555-1556. Tal como o pai, Babur, perdeu bastante cedo o seu reino, mas com a ajuda persa, reconquistou um ainda maior. À época da sua morte, em 1556, o Império Mogol expandia-se por quase um milhão de quilómetros quadrados.
Sucedeu ao pai após a morte deste em 1530, enquanto o seu meio-irmão Kamran Mirza, obteve a suserania de Cabul e Laore, as partes mais a norte do Império do pai de ambos. Subiu ao trono com 23 anos e alguma inexperiência, no início.
Humaium perdeu territórios Mogóis para o nobre pastó Xer Xá Suri, e com ajuda persa, reganhou-os 15 anos depois. O regresso de Humaium da Pérsia, acompanhado de vários nobres persas, assinalou uma mudança importante na cultura mogol. As origens centro-asiáticas da dinastia foram largamente ultrapassadas pelas influências da arte, arquitetura, idioma e literatura persas. Há várias inscrições em pedra e milhares de manuscritos em língua persa na Índia da época de Humaium.
Subsequentemente, num curto período de tempo, Humaium foi capaz de expandir ainda mais o Império, deixando um importante legado para o filho, Aquebar. A sua personalidade pacífica, paciência e métodos não provocatórios de linguagem valeram-lhe o título de ’Insān-i-Kamil (Homem Perfeito), entre os Mogóis.